# Leptastrea
Genre
Leptastrea est un genre de coraux scléractiniaires à la taxinomie encore instable (non classé pour WoRMS et dans la famille des Faviidae pour ITIS).

## Liste des espèces
Selon World Register of Marine Species (18 novembre 2014) :
- Leptastrea aequalis Veron, 2000
- Leptastrea bewickensis Veron, Pichon & Best, 1977
- Leptastrea bottae (Milne Edwards & Haime, 1849)
- Leptastrea inaequalis Klunzinger, 1879
- Leptastrea pruinosa Crossland, 1952
- Leptastrea purpurea (Dana, 1846)
- Leptastrea transversa Klunzinger, 1879